# Calathea majestica
Calathea majestica  es una especie fanerógama de la familia Marantaceae, nativa de Sudamérica. 

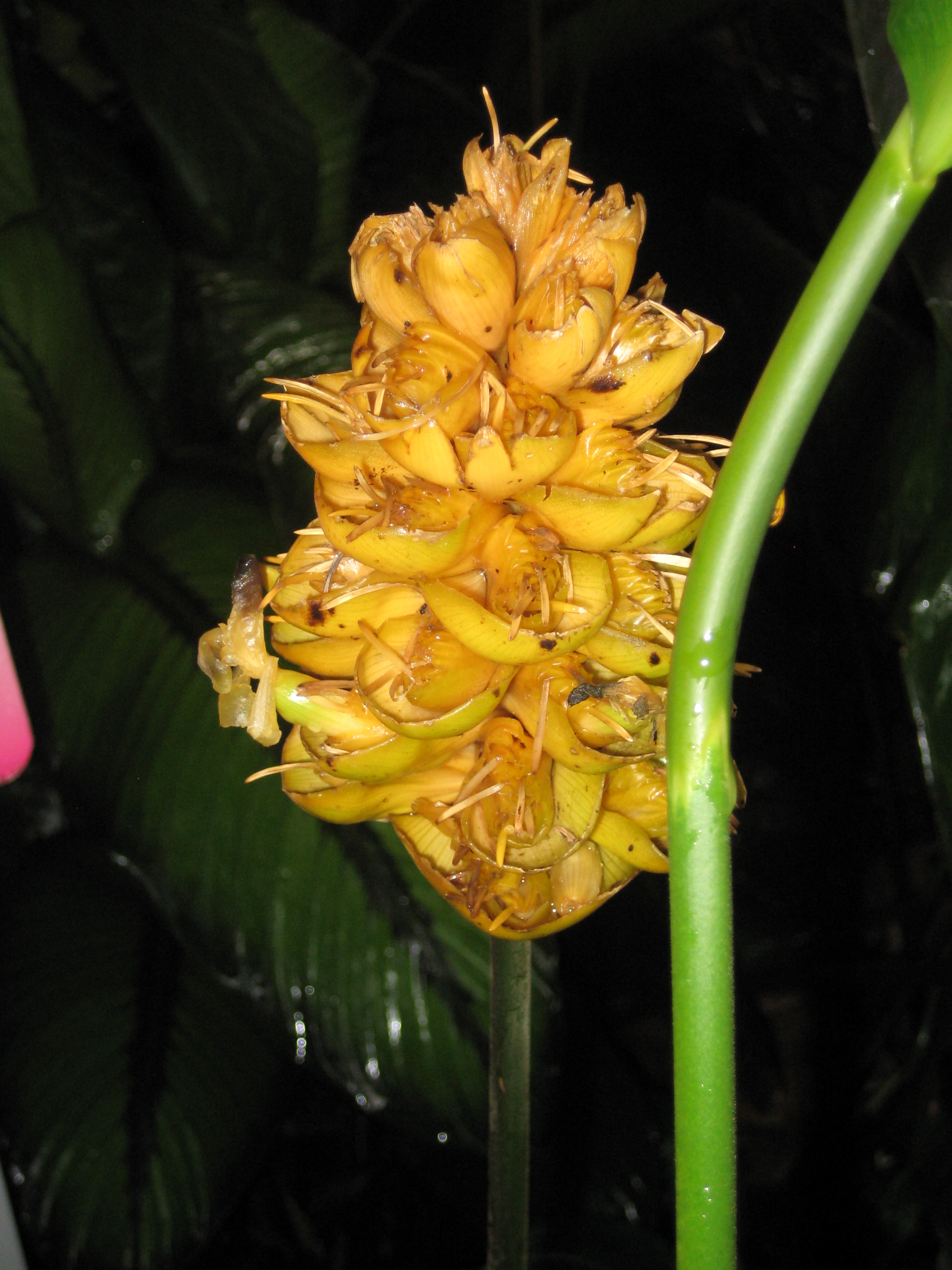
Inflorescencia

## Taxonomía
Calathea majestica fue descrita por (Linden) H.A.Kenn. y publicado en Canadian Journal of Botany 64: 1325. 1986.
Sinonimia
- Calathea gigas Gagnep.
- Calathea imperialis (Burgerstein & Abel) L.H.Bailey
- Calathea ornata var. majestica (Linden) E.Morren
- Calathea ornata var. majestica (Linden) Regel
- Calathea princeps (Linden) Regel
- Maranta imperialis Burgerstein & Abel
- Maranta majestica Linden
- Maranta princeps Linden
- Phyllodes princeps (Linden) Kuntze[2][3]